# Dudkovec stromový
Dudkovec stromový (Phoeniculus purpureus) je velký pták z čeledi dudkovcovitých (Phoeniculidae).

## Areál rozšíření
Dudkovec stromový obývá subsaharskou Afriku.

## Popis
Dudkovec stromový je kovově tmavě zelený, s fialovými zády a velmi dlouhým fialovým ocasem; na křídlech a ocasních stranách druh vykazuje bílé znaky. Dlouhý, zakřivený zobák je červený. Pohlaví se těžko rozlišují, u mladých ptáků je zobák černý. S délkou 44 cm je dudkovec stromový poměrně velký zástupce čeledi (pro srovnání: V Evropě se vyskytující dudek chocholatý je pouze 28 cm dlouhý). Vedle svého vzhledu pták přitahuje pozornost i hlučným hlasem "Kuk-uk-uk-uk-uk".

## Potrava
Dudkovec je hmyzožravý pták. Hmyz hledá hlavně na zemi a na termitištích.

## Hnízdění
Samice snáší ve stromové dutině dvě až čtyři modrá vejce. Občas do jeho hnízda naklade své vejce medozvěstka křiklavá. Mimo hnízdní sezónu se dudkovci spojují a tvoří skupiny.